# 小行星3813

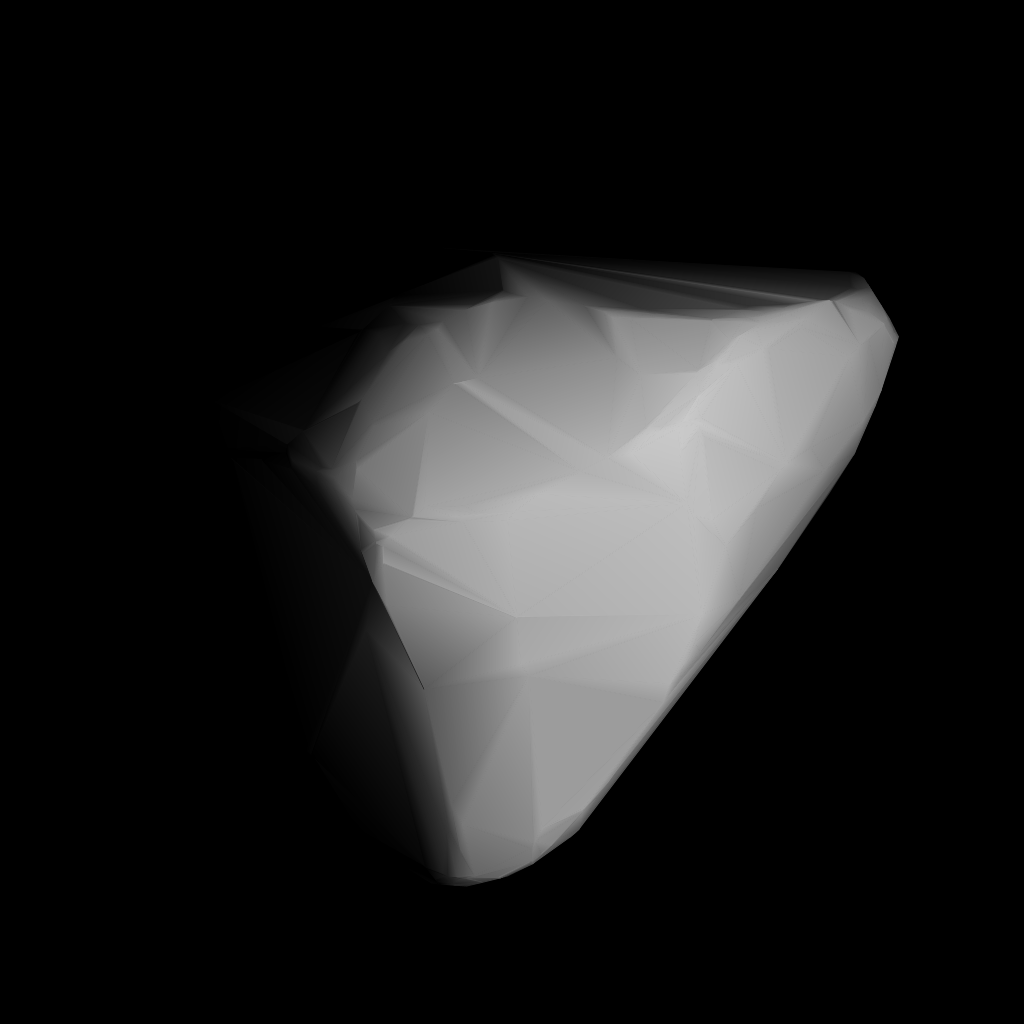

小行星3813（英語：3813 Fortov）是一颗围绕太阳公转的小行星。1970年8月30日，塔瑪拉·米哈伊洛夫那·斯米爾諾娃在克里米亚发现了此天体。
这颗小行星的绝对星等为349.26993等。